# Hereiti Bernardino
Hereiti Bernardino (* 21. Mai 1993 in Papeete) ist eine französische Leichtathletin aus Französisch-Polynesien, die sich auf den Sprint spezialisiert hat.

## Sportliche Laufbahn
Erst Erfahrungen bei internationalen Meisterschaften sammelte Hereiti Bernardino im Jahr 2012, als sie bei den Juniorenweltmeisterschaften in Barcelona mit 26,77 s in der ersten Runde im 200-Meter-Lauf ausschied. Im Jahr darauf nahm sie dank einer Wildcard im 100-Meter-Lauf an den Weltmeisterschaften in Moskau teil und schied dort mit 12,84 s in der Vorrunde aus. Auch bei den Leichtathletik-Weltmeisterschaften 2017 in London kam sie mit 12,88 s nicht über den Vorlauf hinaus und 2019 gewann sie bei den Pazifikspielen in Apia in 56,35 s die Bronzemedaille im 400-Meter-Lauf hinter Toea Wisil und Leonie Beu aus Papua-Neuguinea. Zudem belegte sie dort in 25,93 s den siebten Platz über 200 Meter. 2022 startete sie bei den Weltmeisterschaften in Eugene erneut über 100 Meter und schied dort mit 12,90 s in der ersten Runde aus.

## Persönliche Bestleistungen
- 100 Meter: 12,37 s (+0,6 m/s), 28. Mai 2016 in Vénissieux
- 200 Meter: 25,25 s (+1,4 m/s), 22. Juni 2018 in Tassin-la-Demi-Lune
- 400 Meter: 56,35 s, 17. Juli 2019 in Apia (Landesrekord)